# Interferômetro de nêutrons
Um interferômetro de nêutrons é um tipo de interferômetro capaz de difratar nêutrons, permitindo que o aspecto ondulatório da matéria seja investigado.

## Interferometria
Interferência é um fenômeno fundamentalmente ondulatório, mas, como defendido por Louis de Broglie em sua tese de doutorado, todas as partículas podem exibi-lo. Seguindo o formalismo da mecânica quântica, o feixe de nêutrons é separado na entrada do interferômetro, as funções de onda se propagam em cada caminho e são recombinadas ao final para interferir.

## Aplicações
Em 1975, um experimento realizado por Albert Overhauser e Samuel A. Werner demonstrou a mudança de fase em feixes de nêutrons submetidos a diferentes campos gravitaicionais. O aparelho foi feito em um cristal único de silício segmentado para formar um interferômetro do tipo Mach-Zender, e podia rodar sob seu eixo de modo a deixar um braço acima do outro com relação ao campo gravitacional da Terra.
A diferença de caminho vem da dilatação temporal entre os dois trechos.